# 九州文化学園調理師専門学校
九州文化学園調理師専門学校（きゅうしゅうぶんかがくえんちょうりしせんもんがっこう）は、長崎県佐世保市にある調理師を養成する専門学校。学校法人九州文化学園が運営する。2年制課程。同じキャンパス・校舎に九州文化学園歯科衛生士学院が同居している。

## 沿革
- 1971年（昭和46年）
  - 九州文化学園短期大学付設調理師専門学校設置認可
  - 初代校長 安部芳雄 就任
  - 九州文化学園調理師専門学校昼間部 第1回 入学式
- 1973年（昭和48年） - 九州文化学園調理師専門学校 夜間部 第!回 入学式
- 1978年（昭和53年） - 九州文化学園調理師専修学校と校名変更
- 1988年（昭和63年） - 旧短期大学校舎に調理師専修学校移転
- 2006年（平成18年） - 矢岳町から藤原町新校舎へ移転
- 2007年（平成19年） - 九州文化学園調理師専修学校 夜間部 休校
- 2016年（平成28年） - 九州文化学園調理師専門学校に名称変更及び専門課程2年制に変更

## 所在地
- 〒857-0832 長崎県佐世保市藤原町7番32号

## 交通アクセス
- JR九州 佐世保駅より、西肥バス（南部行き）5分、藤原橋バス停下車徒歩3分
- JR九州 佐世保駅より、車で10分。または徒歩30分。

## 設置目的
学校教育法および私立学校法に基づき、調理師法に定める調理師となるのに必要な知識と技術を修得させ。あわせて一般教養および人格の向上を図ることを目的とする。

## 学校教育基本方針（教育理念）
近代的調理師が持たねばならない高度な調理技術と、調理理論に関する深遠な科学考察を醸成し、専門職にふさわしい強い意志と豊かな情操を養い、調理的立場から社会に貢献しうる人間教育をめざすものである。

## 教学運営方針
- 職業人としての調理師養成
- 一般教養及び人格の向上
- 調理師として必要な知識と技術の修得
- 調理師に付随した科目による資格取得